# Palacios (Texas)
Palacios es una ciudad ubicada en el condado de Matagorda en el estado estadounidense de Texas. En el Censo de 2010 tenía una población de 4.718 habitantes y una densidad poblacional de 350,04 personas por km².

## Geografía
Palacios se encuentra ubicada en las coordenadas 28°43′53″N 96°15′19″O / 28.73139, -96.25528. Según la Oficina del Censo de los Estados Unidos, Palacios tiene una superficie total de 13.48 km², de la cual 12.79 km² corresponden a tierra firme y (5.09%) 0.69 km² es agua.

## Demografía
Según el censo de 2010, había 4.718 personas residiendo en Palacios. La densidad de población era de 350,04 hab./km². De los 4.718 habitantes, Palacios estaba compuesto por el 67.23% blancos, el 4.43% eran afroamericanos, el 1.48% eran amerindios, el 9.03% eran asiáticos, el 0% eran isleños del Pacífico, el 14.99% eran de otras razas y el 2.84% pertenecían a dos o más razas. Del total de la población el 60.36% eran hispanos o latinos de cualquier raza.